# Tebas (Egipto)
Tebas (en griego antiguo, Θῆβαι Thēbai; en griego moderno, Θήβαι Αιγύπτου; en latín, Thebae), conocida por los antiguos egipcios como Uaset, era una antigua ciudad egipcia ubicada a lo largo del Nilo, a unos ocho cientos kilómetros al sur del Mediterráneo. Sus ruinas se encuentran dentro de la moderna ciudad egipcia de Luxor. Tebas fue la principal ciudad del cuarto nomo del Alto Egipto (nomo del Cetro) y fue la capital de Egipto, principalmente durante el Imperio Medio y el Imperio Nuevo. Estaba relativamente cerca de Nubia y del desierto oriental, con sus valiosos recursos minerales y rutas comerciales. Fue un centro de culto y la ciudad más venerada del antiguo Egipto durante su apogeo. El sitio de Tebas incluye áreas tanto en la orilla oriental del Nilo, donde se alzan los templos de Karnak y Lúxor y la ciudad propiamente dicha; y la orilla occidental, donde se encuentra una vasta área de necrópolis con grandes cementerios privados y reales y complejos funerarios.

## Toponimia
El nombre egipcio de Tebas era wꜣs.t, "Ciudad de los wꜣs", el cetro de los faraones, un bastón largo con cabeza de animal y una base bifurcada. Desde finales del Imperio Nuevo, Tebas será conocida en egipcio como niwt-'imn, la "Ciudad de Amón", el jefe de la Tríada Tebana de deidades cuyos otros miembros eran Mut y Jonsu. El nombre de Tebas aparece en la Biblia como "Nōʼ ʼĀmôn" (נא אמון) en el Libro de Nahum y también como "No" (נא) es mencionada en el Libro de Ezequiel y Jeremías.
Tebas es la forma latinizada del griego Koinē: Θῆβαι, la forma helenizada del egipcio demótico ta Pe, del anterior ta Opet. Este era el nombre local no para la ciudad en sí, sino para el complejo de templos de Karnak en la orilla noreste de la ciudad. Tan pronto como en la Ilíada de Homero, los griegos distinguieron a Tebas como "La Ciudad de las Cien Puertas" (Θῆβαι ἑκατόμπυλοι, Thēbai hekatómpyloi) o "Cien Puertas Cerradas", de la "Tebas de las Siete Puertas" (Θῆβαι ἑπτάπυλοι, Thēbai heptapyloi) en Beocia, Grecia.
En la Interpretatio graeca, Amón se representa como Zeus Amón. Por lo tanto, el nombre fue traducido al griego como Diospolis, "Ciudad de Zeus". Para distinguirla de las numerosas otras ciudades con este nombre, se la conocía desde la época helenística como la "Gran Diospolis" (Διόσπολις Μεγάλη, Dióspolis Megálē; en latín: Diospolis Magna). Los nombres griegos se utilizaron más ampliamente después de la conquista de Egipto por Alejandro Magno, cuando el país llegó a ser gobernado por la dinastía ptolemaica macedonia.
| R19 | t · O49 |

| R19 | t · O49 |

| R19 |

| R19 |

| R19 |

| R19 |

| R19 | t · niwt |

| R19 | t · niwt |

| R19 | t · niwt |

| R19 | t · niwt |

| niwt · t · Z1 | M24 | t |

| niwt · t · Z1 | M24 | t |

| niwt · t · Z1 | M24 | t |

| niwt · t · Z1 | M24 | t |

| O28 | nw · niwt | Sma |

| O28 | nw · niwt | Sma |

| O28 | nw · niwt | Sma |

| O28 | nw · niwt | Sma |

## Características

### Geografía
Tebas estaba ubicada a lo largo de las orillas del río Nilo, en la parte media del Alto Egipto, a unos 800 km del Delta. Fue construida en gran parte en las llanuras aluviales del valle del Nilo, que aquí sigue una gran curva del Nilo. Como consecuencia natural, la ciudad se colocó en un eje noreste-sudoeste paralelo al canal del río contemporáneo. Tebas tenía una superficie de 93 km² que incluía partes de las colinas al oeste que culminan en el sagrado El-Qurn de 420 metros de alto. En el este se encuentra el montañoso desierto arábigo con sus uadis que drenan hacia el valle. Significativo entre estos uadis es Uadi Hammamat cerca de Tebas. Fue utilizado como parada en una ruta comercial por tierra que iba a la costa del Mar Rojo. En el cuarto nomo del Alto Egipto, Tebas tenía ciudades vecinas como Per-Hathor, Medamud, Djerty, Iuny, Sumenu e Imiotru.

### Demografía

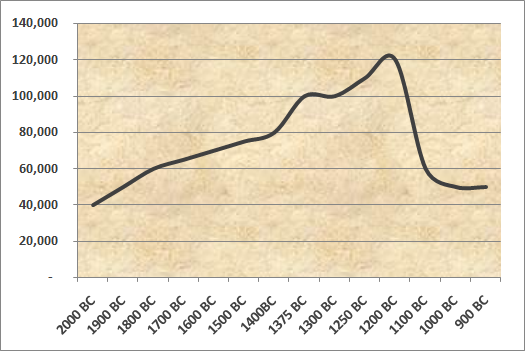
Población de Tebas 2000-900 a. C.

Según George Modelski, Tebas tenía alrededor de 40.000 habitantes en el año 2000 a. C. (en comparación con  los 60.000 de Menfis, la capital egipcia entonces y la ciudad más grande del mundo en ese momento). Para el 1800 a. C., la población de Menfis se había reducido a unos 30.000 habitantes, lo que hacía de Tebas la ciudad más grande de Egipto en ese momento. El historiador Ian Morris estimó que para el 1500 a. C., Tebas podría haber crecido hasta convertirse en la ciudad más grande del mundo, con una población de aproximadamente 75.000 habitantes, una posición que mantuvo hasta aproximadamente el 900 a. C., cuando fue superada por Nimrud (entre otras).

### Economía
Los restos arqueológicos de Tebas ofrecen un testimonio sorprendente de la civilización egipcia en su apogeo. El poeta griego Homero ensalzó la riqueza de Tebas en la Ilíada, Libro 9 (c. Siglo VIII a. C.): "en Tebas de Egipto, cuyas casas guardan muchas riquezas— cien puertas dan ingreso a la ciudad".

### Cultura
Más de sesenta festivales anuales se celebraban en Tebas. Los principales festivales entre ellos según el Texto Geográfico de Edfú fueron: La hermosa Fiesta de Opet, el Khoiak, el Festival de I Shemu y el Festival de II Shemu. Otra fiesta popular fue la Bella Fiesta del Valle.

## Historia

### Imperio Antiguo
Tebas estuvo habitada desde alrededor del 3200 a. C.. Era la capital homónima de Uaset, el cuarto nomo del Alto Egipto. En este momento todavía era un pequeño puesto comercial, mientras que Menfis era la residencia real de los faraones del Imperio Antiguo. Aunque en Tebas no sobreviven edificios más antiguos que las partes del complejo del templo de Karnak, que pueden datar del Imperio Medio, la parte inferior de una estatua del faraón Nyuserra de la V dinastía se ha encontrado en Karnak. Otra estatua que fue dedicada por el rey Senusret de la XII Dinastía pudo haber sido usurpada y reutilizada, ya que la estatua lleva un cartucho de Nyuserre en su cinturón. Dado que siete gobernantes de las dinastías IV a VI aparecen en la lista de reyes de Karnak, quizás al menos había un templo en el área de Tebas que databa del Imperio Antiguo.

### Primer Período Intermedio
Para el 2160 a. C., una nueva dinastía de faraones (las dinastías Novena y Décima) gobernaron el Bajo Egipto y partes del norte del Alto Egipto desde su capital en Heracleópolis Magna. Una dinastía rival (la Undécima Dinastía) en Tebas gobernó la parte restante del Alto Egipto. Los gobernantes tebanos aparentemente eran descendientes del príncipe de Tebas, Intef el Viejo. Su probable nieto, Intef I, fue el primero de la familia en reclamar en vida un título faraónico parcial, aunque su poder no se extendió más allá de la región de Tebas.

### Imperio Medio
Finalmente por el 2050 a. C., el hijo de Intef III Mentuhotep II (que significa "Montu está satisfecho"), tomó a los Heracleopolitanos por la fuerza y reunificó Egipto una vez más bajo un solo gobernante, comenzando así el período ahora conocido como el Imperio Medio. Mentuhotep II gobernó durante 51 años y construyó el primer templo funerario en Deir el-Bahari, que probablemente sirvió de inspiración para el templo posterior y más grande construido junto a él por Hatshepsut en la XVIII Dinastía. Después de estos eventos, la XI Dinastía duró poco, ya que habían transcurrido menos de 20 años entre la muerte de Mentuhotep II y la de Mentuhotep IV, en circunstancias misteriosas.

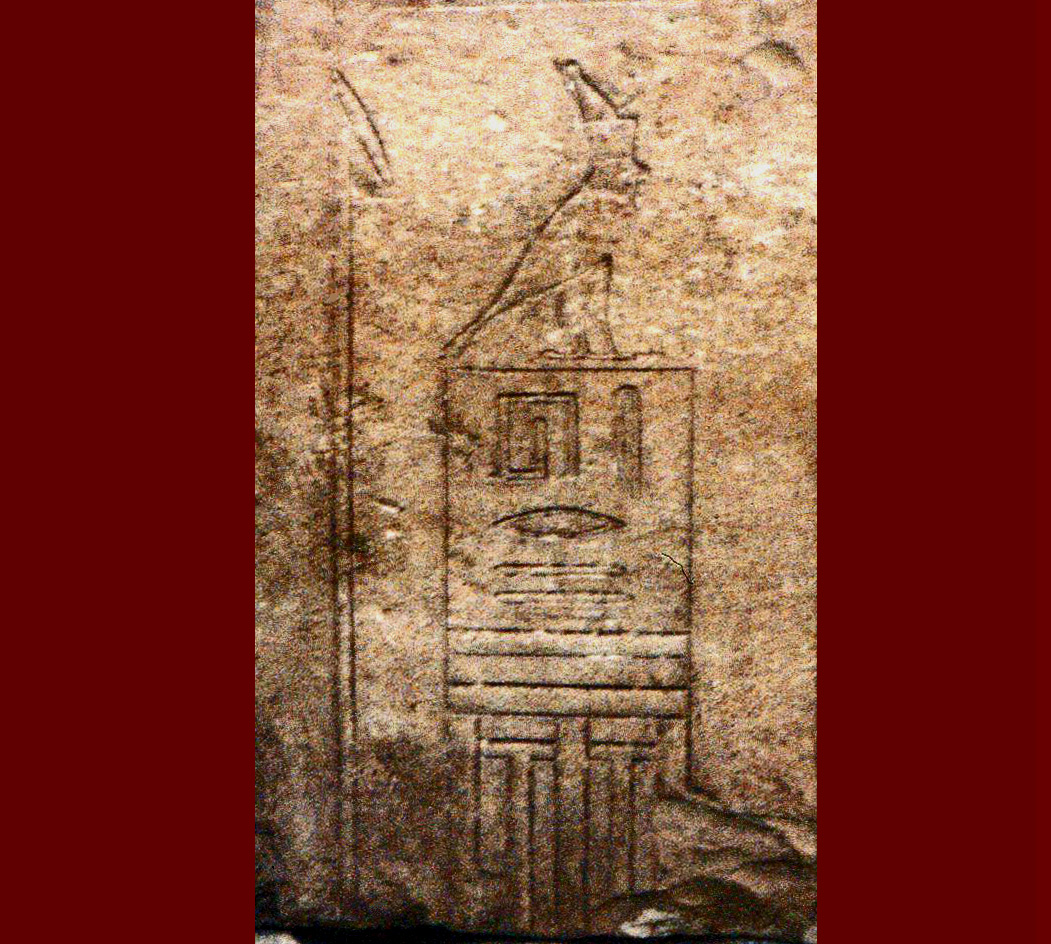
Serej de Intef I inscrito póstumamente por Mentuhotep II

Durante la XII Dinastía, Amenemhat I movió la sede del poder al norte a una nueva urbe, Itjtawy. Tebas continuó prosperando como un centro religioso ya que el dios local Amón se estaba haciendo cada vez más prominente en todo Egipto. Los restos más antiguos conservados de un templo dedicado a Amón datan del reinado de Senusret I. Tebas ya era, en el Imperio Medio, una ciudad de considerable tamaño. Las excavaciones alrededor del templo de Karnak muestran que la ciudad durante el Imperio Medio tenía un diseño en cuadrícula y al menos un kilómetro de largo con 50 hectáreas de superficie. También se encontraron restos de dos edificios palaciegos.
Comenzando a finales de la XII Dinastía, un grupo de cananeos comenzaron a establecerse en el este del Delta del Nilo. Finalmente fundaron la XIV dinastía en Avaris en el 1805 a. C. o el 1710 a. C. Al hacerlo, los asiáticos establecieron una hegemonía sobre la mayoría de la región del Delta, restando estos territorios de la influencia de la XIII Dinastía que, mientras tanto, había sucedido a la XII.

### Segundo Período Intermedio

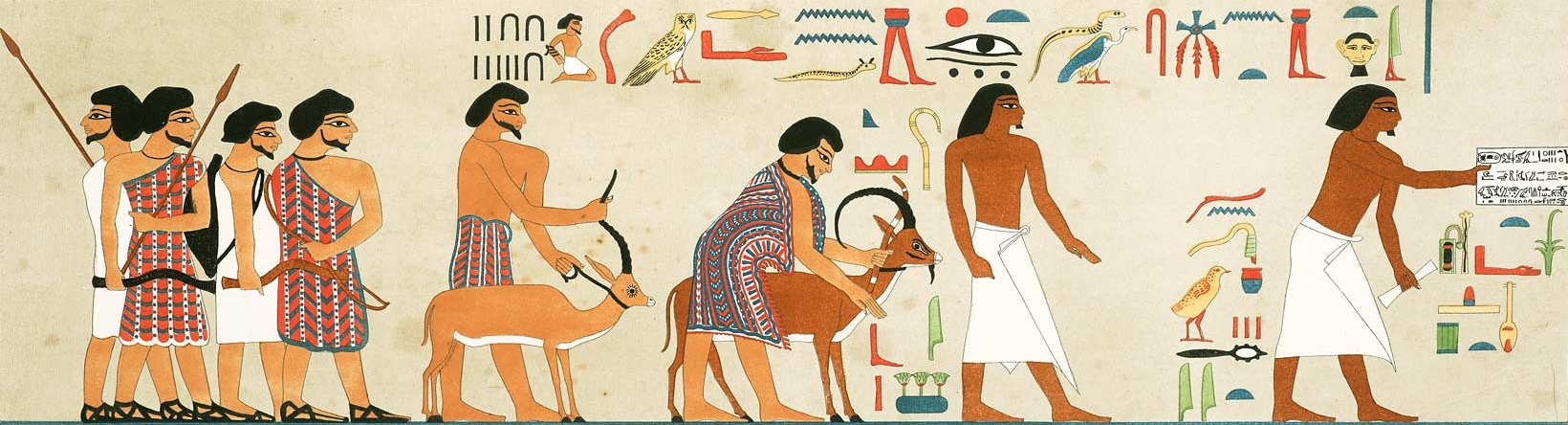
Representación de personas asiáticas (izquierda) y egipcias (derecha). El líder asiático está etiquetado como "Gobernante de tierras extranjeras", Ibsha.

Una segunda ola de asiáticos denominados Hicsos (de Heqa-khasut, "gobernantes de las tierras extranjeras" como los egipcios llamaban a sus líderes) emigró al noreste de Egipto e invadió el centro de poder cananeo en Avaris, comenzando allí la XV dinastía. Los reyes hicsos ganaron el control del Bajo Egipto a principios del Segundo Período Intermedio (1657-1549 a. C.). Cuando los hicsos tomaron Menfis durante o poco después del reinado de Merneferre Ay (c. 1700 a. C.), los gobernantes de la XIII Dinastía huyeron al sur, a Tebas, que retomó el estatus como capital.
Los príncipes tebanos (ahora conocidos como la XVI Dinastía) permanecieron firmes sobre su región inmediata mientras los hicsos avanzaban desde el Delta hacia el sur hasta el Egipto Medio. Los tebanos resistieron el avance de los hicsos formando un acuerdo para un gobierno pacífico como súbditos de los invasores. Los hicsos podían navegar aguas arriba de Tebas por el Nilo para comerciar con los nubios y los tebanos llevar sus rebaños al Delta sin temor. El statu quo continuó hasta que el gobernante hicso, Apofis (XV Dinastía), insultó a Seqenenra Taa (XVII Dinastía) de Tebas. Pronto los ejércitos de Tebas marcharon sobre las tierras gobernadas por los hicsos. Tao murió en batalla y su hijo Kamose se hizo cargo de la campaña. Después de la muerte de Kamose, su hermano Amosis I continuó hasta que capturó Avaris, la capital de los hicsos, expulsándolos de Egipto al Levante y reclamó las tierras que antes gobernaban.

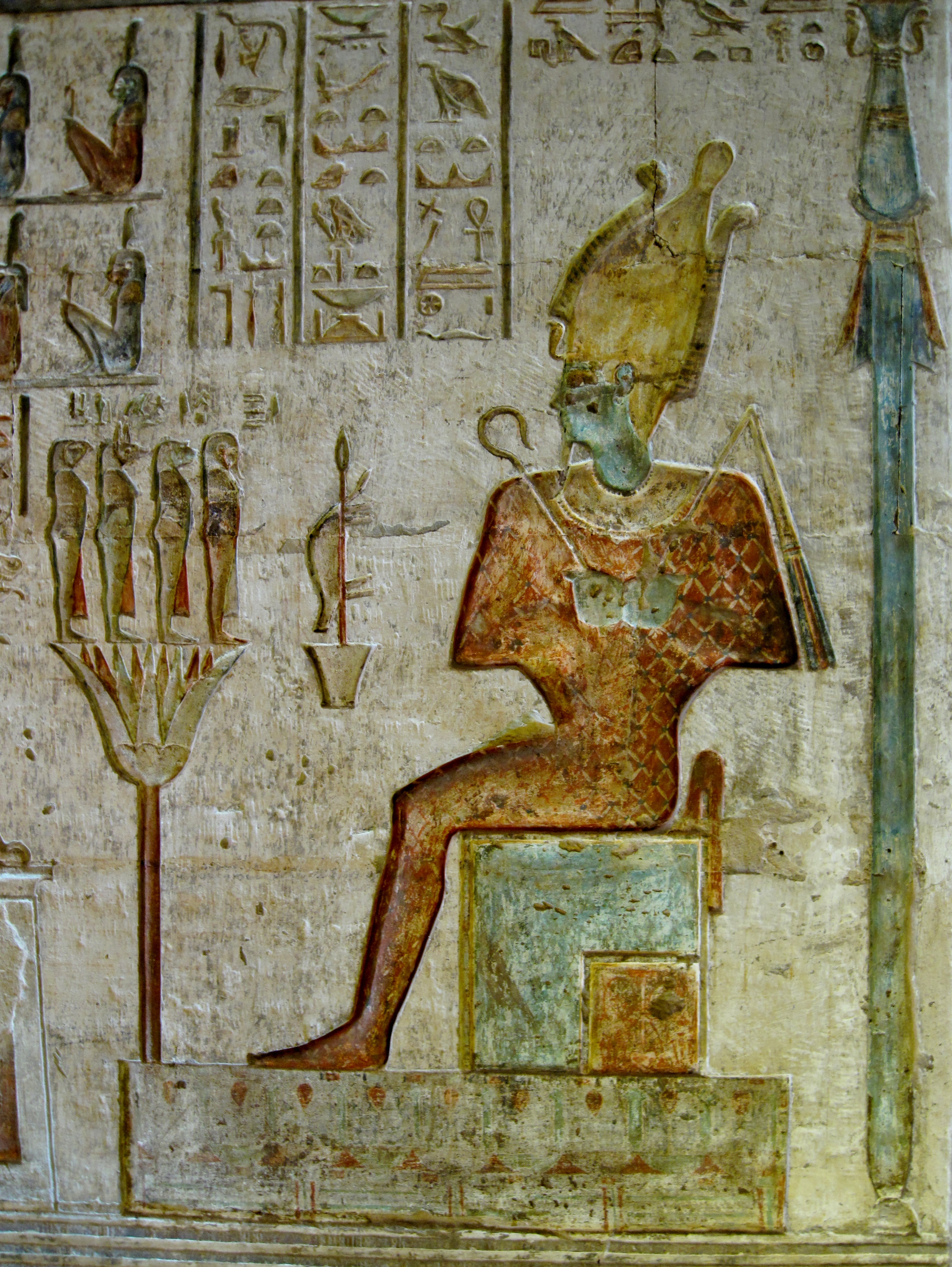
Relieve en el templo de Hathor, Deir el-Medina (construido durante la Dinastía Ptolemaica)

## Imperio Nuevo y apogeo
Amosis estableció Tebas como la capital del reino de nuevo unificado. Se convirtió en una gran metrópoli dada la demanda de una administración más compleja y las conquistas de los nuevos soberanos, que llegaron a controlar Nubia y Siria, derramando parte de los ricos tributos extranjeros sobre el gran templo del dios Amón, en agradecimiento a sus victorias. El apogeo llegó con Amenhotep III, que amplió y embelleció el gran templo de Karnak y erigió en la orilla occidental los enormes complejos de su templo funerario y el palacio de Malkata, con un inmenso estanque artificial.
Durante un breve periodo, durante el reinado de su hijo y sucesor Akenatón, Tebas fue abandonada por la corte y el culto a Amón proscrito. El faraón levantó una nueva capital al norte, a medio camino entre Tebas y Menfis, Aketatón. Pero a su muerte, su hijo Tutankamón regresó a Tebas y la religión tradicional.
Con la XIX dinastía, la capital se trasladó al delta, pero Tebas conservó los ingresos y prestigio con Seti I y Ramsés II, que residían parte del año en ella. Ramsés también embelleció y amplió el gran templo de Amón, y durante su largo reinado, la capital y el país igualaron la prosperidad alcanzada cien años atrás con Amenhotep III.
Aunque las donaciones continuaron con Ramsés III, a finales de su reinado las dificultades económicas aumentaron, ejemplificado en la huelga de obreros de Deir el-Medina y una conspiración en el harén que terminó con el asesinato del soberano. Las dificultades se agravaron con sus sucesores, y la crisis económica y pérdida de las conquistas exteriores provocó el saqueo generalizado en las necrópolis reales y privadas de la orilla occidental.

## Tercer periodo intermedio y Baja Época
Los sumos sacerdotes de Amón tomaron el control en Tebas, mientras las dinastías XXI y XXII gobernaban el delta. Matrimonios entre ellas fortalecieron sus lazos e hijas de los soberanos tanitas ejercieron como grandes esposas de Amón en la ciudad de Tebas.
Alrededor de 750 a. C. los nubios o kushitas aumentaron su influencia en el Alto Egipto y atacaron a los soberanos del norte, unificando el país bajo una dinastía nubia de faraones negros, que realizaron obras en Tebas. El rey Taharqa fue atacado por los asirios y en 663 a. C. el rey asirio Asurbanipal atacó y tomó Tebas, incluyendo su nombre entre las ciudades conquistadas.
Tebas ya nunca recuperó su pasado esplendor. Los asirios pusieron en el trono a Psamético I que nombró a su hija Nitocris Divina Adoratriz de Amón. En 525 a. C. el rey persa Cambises II invadió Egipto, proclamándose faraón y convirtiendo el país en una satrapía del imperio aqueménida.

### Periodo grecorromano
La buena relación de los tebanos con el poder central en el norte terminó cuando los faraones egipcios nativos fueron finalmente reemplazados por griegos, liderados por Alejandro Magno. Visitó Tebas durante una celebración del Festival Opet. A pesar de su visita de bienvenida, Tebas se convirtió en un centro para la disidencia. Hacia finales del siglo III a. C., Horunnefer, posiblemente de origen nubio, encabezó una revuelta contra los Ptolomeos en el Alto Egipto. Su sucesor, Anjunnefer, ocupó gran parte del Alto Egipto hasta el 185 a. C. Esta revuelta fue apoyada por el sacerdocio tebano. Después de la supresión de la revuelta en 185 a. C., Ptolomeo V, que necesitaba el apoyo del sacerdocio, los perdonó.
Medio siglo después, los tebanos se levantaron de nuevo, elevando a un tal Harsiesi al trono en 132 a. C.. Harsiesi, habiéndose llevado los fondos del banco real en Tebas, huyó al año siguiente. En el 91 a. C., estalló otra revuelta. En los años siguientes, Tebas fue sometida y la ciudad se convirtió en escombros.
Durante la ocupación romana (30 a. C.-349 d. C.), los poblados se agruparon alrededor del pilón del gran templo de Luxor en ruinas. Tebas se convirtió en parte de la provincia romana de Tebaida, que más tarde se dividió en la Tebaida Superior, centrada en la ciudad, y Tebaida Inferior, centrada en Ptolemaida Hermia. Una legión romana tenía su sede en el templo de Luxor en el momento de las campañas romanas en Nubia. La construcción no se detuvo bruscamente, pero la ciudad continuó declinando. A principios del siglo I d. C., Estrabón describió Tebas ya solo como un pequeño pueblo.

## Patrimonio cultural
En 1979, las ruinas de la antigua Tebas fueron clasificadas por la UNESCO como Patrimonio de la Humanidad, con el nombre de "Antigua Tebas con sus necrópolis". Los dos grandes templos, el Templo de Luxor y Karnak, y el Valle de los Reyes y el Valle de las Reinas se encuentran entre los grandes logros del antiguo Egipto. 
Desde el 25 de octubre de 2018 hasta el 27 de enero de 2019, el Museo de Grenoble organizó con el apoyo del Louvre y el Museo Británico, una exposición de tres meses sobre la ciudad de Tebas y el papel de la mujer en la ciudad en ese momento.

## Restos arqueológicos
Tebas es un enclave indispensable para el conocimiento de la historia egipcia; sus asombrosas ruinas perduran todavía, extendiéndose a ambos lados del Nilo. En la ribera oriental hay dos poblaciones, Luxor y Karnak, distantes media hora de camino, construidas en medio de las ruinas milenarias; en la ribera occidental hay un conjunto de templos funerarios vinculados a extensas necrópolis.
El templo de Luxor y el conjunto de Karnak estaban unidos por un largo paseo procesional (dromos), flanqueado por una doble hilera de esfinges, que debió contener más de mil estatuas. De estos templos, el mayor fue el erigido en honor del dios Amón, en Karnak, rodeado por un muro de más de dos kilómetros de largo con la célebre sala hipóstila, o vestíbulo de columnas, el más grande del mundo, pues tiene una longitud de unos cien metros, albergando 134 columnas, doce de las cuales con más de veinte metros de altura.

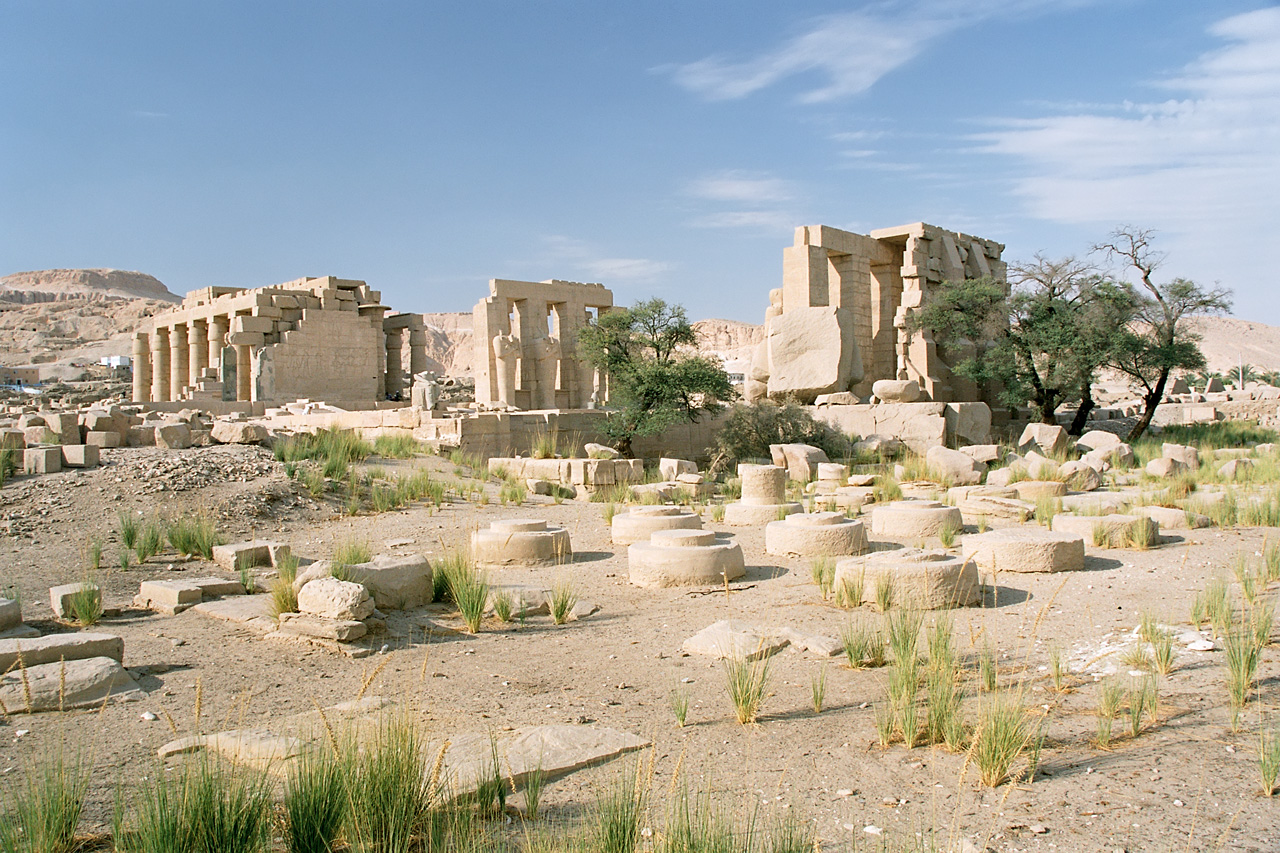
Ramesseum.

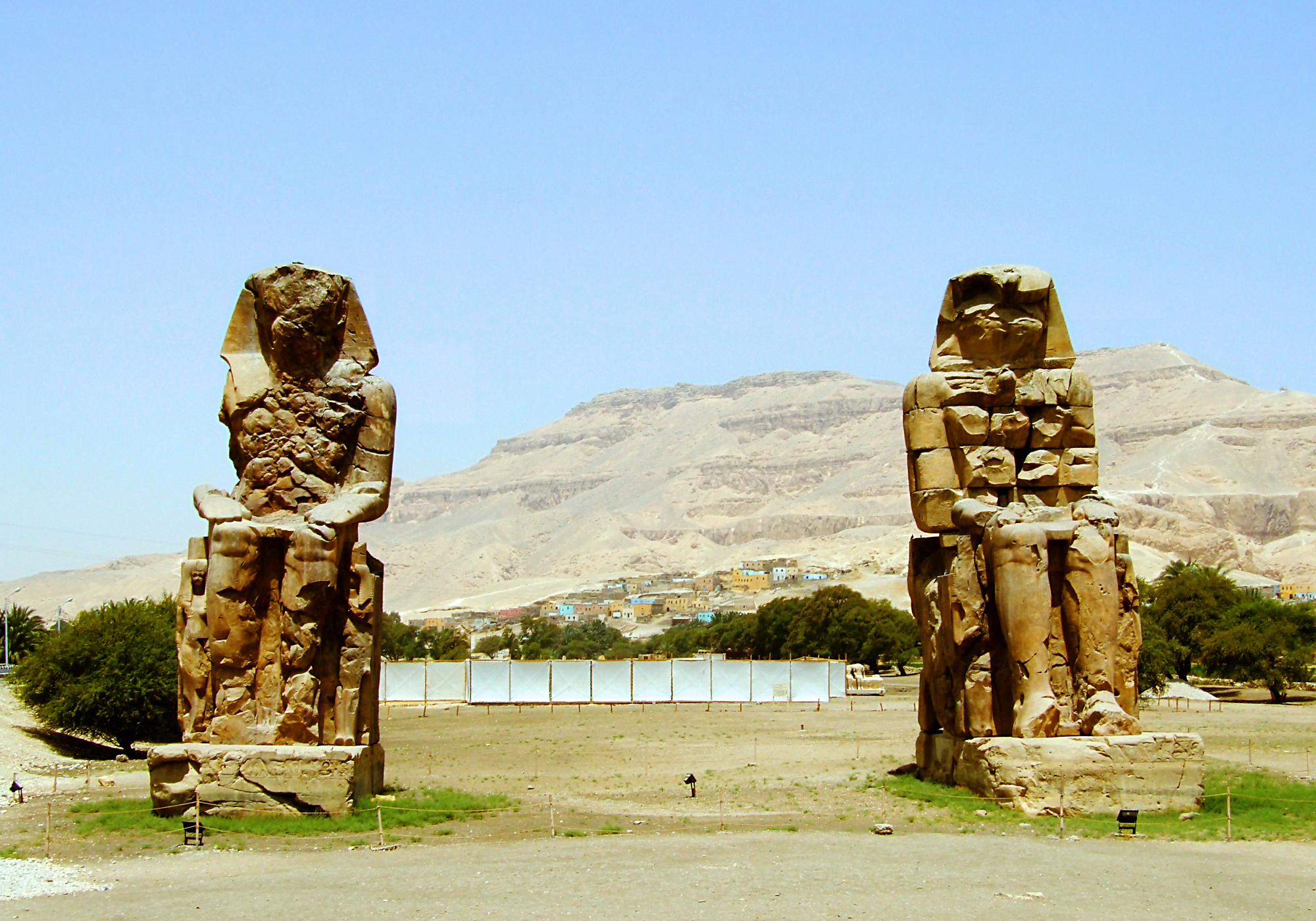
Colosos de Memnon.

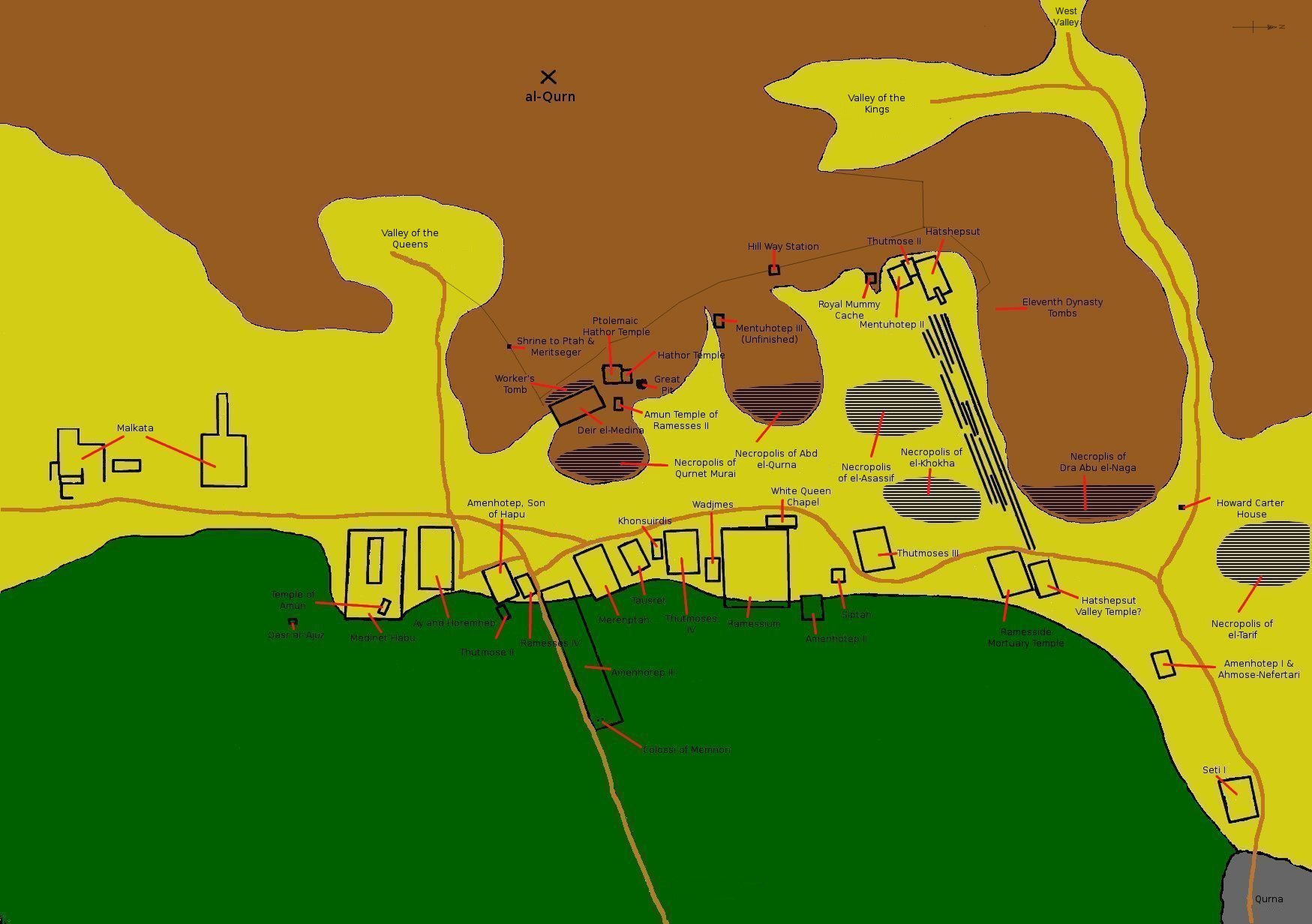
Mapa de la necrópolis tebana.

Los principales restos y conjuntos de edificaciones sacras, funerarias y civiles son:

### Ribera oriental
- Templo de Luxor
- Templos de Karnak

### Ribera occidental
La Ciudad de los artesanos, Deir el-Medina,

las necrópolis denominadas:
- Valle de los Reyes (KV)
- Valle de las Reinas (QV)
- Valle de los Nobles (valle del oeste) (WV)

y los templos funerarios:
- Templos de Deir el-Bahari
- Templo de Amenhotep I
- Templo de Amenhotep II
- Templo de Amenhotep III / Kom el-Hetan
  - Colosos de Memnón
- Templo de Amenhotep, hijo de Hapu
- Templo de Ay y de Horemheb
- Templo de Mentuhotep (Seanjkara)
- Templo de Merenptah
- Templo de Merenptah-Siptah
- Templo de Ramsés II (Nebunenef)
- Templo de Ramsés II (Ramesseum)
- Templo de Ramsés III (Medinet Habu)
- Templo de Ramsés IV
- Templo de Qurna (Sethy I)
- Templo de la reina Tausert (esposa de Sethy II)
- Templo de Thutmosis II
- Templo de Thutmosis III (Henqet anj)
- Templo de Thutmosis IV
- Templo de Uadymes (hijo de Thutmosis I)
- Templo sur

## Personalidades
- Verena (aprox. 260-320), santa cristiana